# Tullio Solenghi
Tullio Alberto Gianfranco Solenghi, noto più semplicemente come Tullio Solenghi, (Genova, 21 marzo 1948) è un attore, comico, imitatore, personaggio televisivo e regista teatrale italiano.

Firma di Tullio Solenghi

Dal 1982 al 1994 ha fatto parte de Il Trio con Massimo Lopez e Anna Marchesini, eccezionalmente ricostituitosi per l'ultima volta nel 2008 in occasione dello spettacolo televisivo Non esiste più la mezza stagione, che ricordava i venticinque anni dalla fondazione del gruppo.

## Biografia
È il primo dei due figli di Guido e Luigina Solenghi. Ha un fratello minore di nome Claudio.

Da sinistra, Marchesini (Sora Khomeines), Solenghi (Ayatollah Khomeini), Baudo, presentatore del programma, e Lopez (Ronald Reagan), nel famoso sketch del Trio a Fantastico 7 (1986) che provocò un incidente diplomatico tra Iran e Italia.

A 17 anni frequenta la Scuola di Teatro del Teatro Stabile di Genova, dove conosce Massimo Lopez. Esordisce in teatro nel 1970 in Madre Coraggio e i suoi figli di Bertolt Brecht, con lo Stabile di Genova. Con lo Stabile lavora per 7 stagioni. Esordisce in televisione con Pippo Baudo in Chi (1976). Nel 1977, al Refettorio di Milano, prende parte a uno spettacolo di cabaret con Beppe Grillo. Nel 1979 è di nuovo in Rai, nel programma Luna Park condotto da Pippo Baudo, quindi nel 1981 in Gran Canal, programma di Corrado.
Nel 1982 fonda il celebre gruppo comico Il Trio insieme con Massimo Lopez e Anna Marchesini. Il loro primo lavoro insieme è Helzapoppin su Radio 2. In seguito al grande successo di questa trasmissione radiofonica (della quale sono rimaste nella storia le freddure minime della notte e la sessuologa della Marchesini), il Trio partecipa a varie trasmissioni televisive, a partire da Tastomatto e Domenica in. Nel 1986 partecipano a Fantastico 7, rimasto famoso come la migliore edizione del celeberrimo programma grazie alla presenza del Trio. Il famoso sketch in cui Tullio interpretava l'Ayatollah Khomeini provocò reazioni internazionali e minacce di morte a Solenghi da parte di integralisti islamici. Partecipa, sempre con il Trio, a tre edizioni del Festival di Sanremo, nel 1986, 1987 e 1989. Durante questa edizione Solenghi fece una imitazione di San Remo che causò reazioni da parte del mondo cattolico.
Nel 1990 Il Trio conobbe l'apice del successo con lo sceneggiato televisivo I promessi sposi, parodia dell'omonimo romanzo di Alessandro Manzoni, trasmesso su Rai 1 in 5 puntate, con una media di 11 milioni di spettatori per ciascuna. Con Il Trio Tullio Solenghi mise in scena due spettacoli teatrali: Allacciare le cinture di sicurezza nel 1987 e In principio era Il Trio nel 1991. Entrambi gli spettacoli ebbero un grande successo in tutta Italia.
Il Trio si scioglie nel 1994, per la volontà di tutti e tre gli attori di lavorare da solisti. Il gruppo si riunirà il 3 marzo del 2008 per festeggiare i 25 anni dalla propria nascita nello spettacolo Non esiste più la mezza stagione. Sulla sua esperienza nel Trio, Solenghi ha scritto anche un libro, Uno e Trino (1995, Edizioni Associate). Nel 1994 Tullio Solenghi ha prestato la voce al perfido Scar nella versione italiana del film d'animazione Il re leone della Disney. Nel 1995 è stato protagonista, assieme ad Anna Marchesini, dello sceneggiato La rossa del Roxy Bar, mentre l'anno successivo affianca Nancy Brilli nel film televisivo Ci vediamo in tribunale.
Ha condotto nel 1998 la trasmissione televisiva Domenica In assieme a Giancarlo Magalli. Ha inoltre condotto la trasmissione Striscia la notizia più volte: nel 1997-1998 assieme a Gene Gnocchi, e nel maggio del 2005 assieme all'amico Massimo Lopez.
Dal 2003 è presentatore dei Premi E.T.I., importante riconoscimento teatrale italiano, che si tengono ogni anno a Vicenza in settembre. Nel 2006-2007 ha portato in scena, in molti teatri Italiani, Le nozze di Figaro di Pierre-Augustin Caron de Beaumarchais, commedia brillante in due atti, da cui trasse ispirazione l'omonima opera di Mozart. L'anno 2008 lo vede impegnato nuovamente in teatro, con lo spettacolo L'ultima radio, in cui Solenghi interpreta un disc jockey anni 1950; uno spettacolo scritto da Sabina Negri e per l'occasione riadattato dallo stesso protagonista. A partire dal 2008 conduce la cerimonia di premiazione dei David di Donatello.

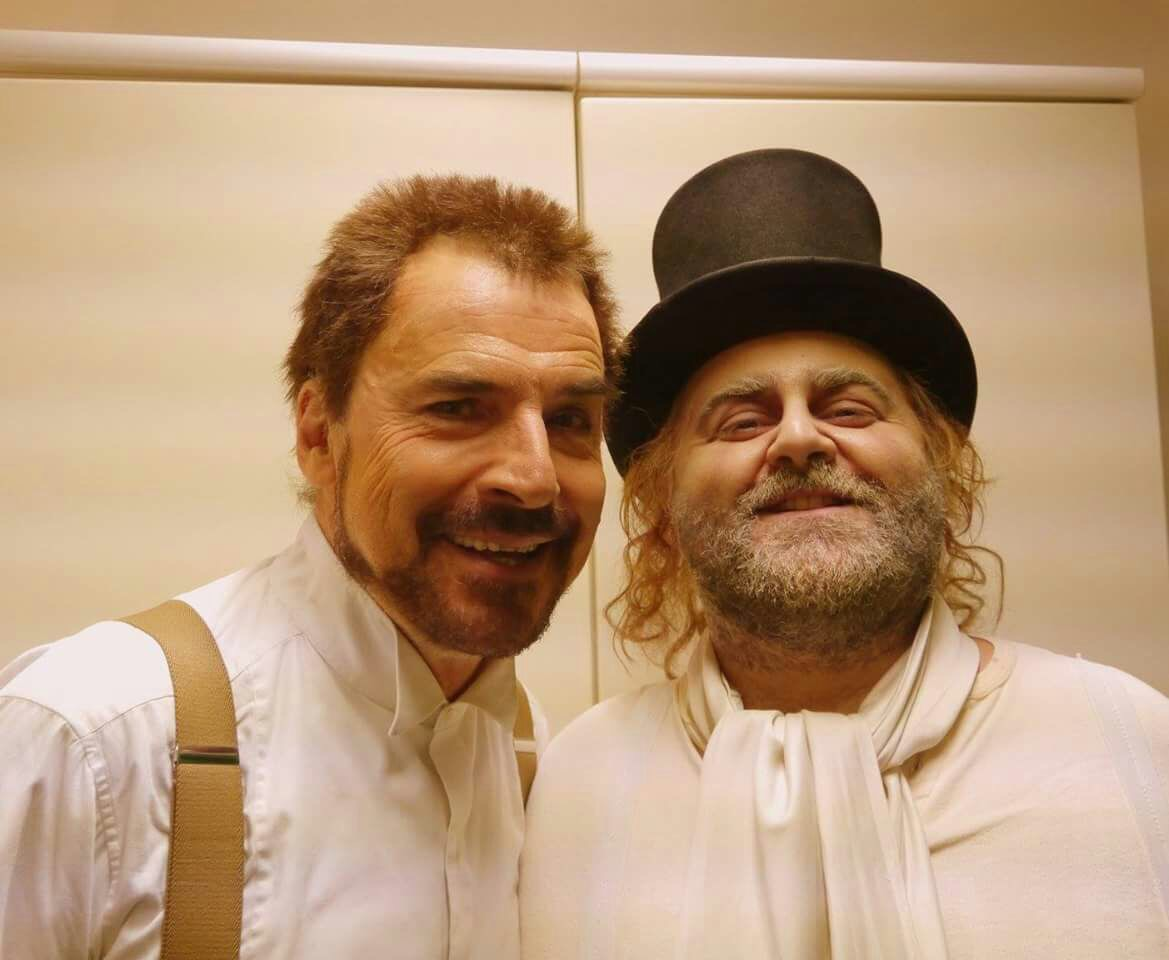
Solenghi con Massimo Cagnina nel 2017

Dagli anni 2000, Solenghi si dedica anche alla fiction: nel 2009 prende parte alla nona serie di Distretto di polizia, nel ruolo del P.M. Castelli, e nel 2014 è nel cast di Furore, nel quale interpreta il sindaco Belgrano.
Dal 16 settembre al 28 ottobre 2016 è concorrente del programma Tale e quale show, condotto da Carlo Conti su Rai 1; il 9 dicembre 2016 è concorrente dello spin off natalizio del medesimo programma, risultandone il vincitore in coppia con Massimo Lopez.
Dal 2015 al 2017 recita con Massimo Dapporto nello spettacolo Quei due - staircase prodotto da Angelo Tumminelli e diretto da Roberto Valerio, rappresentato in tournée nei teatri italiani. Sempre nel 2017, insieme a Massimo Lopez, è impegnato a teatro nel tour Massimo Lopez e Tullio Solenghi Show.
Nel 2020 partecipa come concorrente a Ballando con le Stelle 15, in coppia con la ballerina Marija Ermačkova, in onda su Rai 1: i due arrivano in finale, classificandosi settimi.
Da ottobre 2021, ancora una volta insieme a Massimo Lopez, è ospite fisso nel programma Che tempo che fa. Nel novembre del 2023 i due tornano in teatro con Dove eravamo rimasti.
Nel 2024, affiancato da Elisabetta Pozzi, riporta in scena Maneggi per maritare una figlia, il cavallo di battaglia della comicità di Gilberto Govi e lo ripropone sia su Rai5 sia in tour nei teatri italiani. 
Solenghi ha realizzato così un suo vecchio sogno: trasformare il proprio volto nella maschera-Govi. «Mi è stato chiaro fin da subito – scrive Solenghi nelle note di regia – che mi trovavo di fronte ad una autentica “maschera” della commedia, e così come non proverei alcun imbarazzo nel riprodurre “lo stampo” scenico di un Arlecchino, mi lascerò docilmente calare nei panni e nella mimica di Gilberto Govi assimilandone ogni frammento, ogni sillaba, ogni atomo. Non esiterei a definirla una sorta di stimolante “archeologia teatrale”.»

## Vita privata
È sposato con la chef Laura Fiandra, con la quale ha avuto due figlie: Alice (1982) e Margherita (1984). È ateo, vegano e tifoso del Genoa.

## Filmografia

### Cinema
- Io zombo, tu zombi, lei zomba, regia di Nello Rossati (1979)
- La moglie in vacanza... l'amante in città, regia di Sergio Martino (1980)
- La gorilla, regia di Romolo Guerrieri (1982)
- Metalmeccanico e parrucchiera in un turbine di sesso e politica, regia di Lina Wertmüller (1996)
- Che bella giornata, regia di Gennaro Nunziante (2011)
- Free - Liberi, regia di Fabrizio Maria Cortese (2021)
- The Christmas Show, regia di Alberto Ferrari (2022)
- Dove osano le cicogne, regia di Fausto Brizzi(2025)

### Televisione
- Le pillole d'Ercole, film TV, regia di Davide Montemurri (1982)
- La pulce nell'orecchio, film TV, regia di Vito Molinari (1983)
- Nata d'amore, miniserie TV, regia di Duccio Tessari (1984)
- Aeroporto internazionale, serie TV, regia di Paolo Poeti (1985)
- I promessi sposi, miniserie TV, anche regista e sceneggiatore con Il Trio (1990)
- La rossa del Roxy Bar, film TV, anche regista e sceneggiatore con Anna Marchesini (1995)
- Ci vediamo in tribunale, film TV, regia di Domenico Saverni (1996)
- Primo cittadino, serie TV, regia di Gianfranco Albano (1998)
- Max & Tux, serie TV, regia di Carlo Corbucci e Pipolo (2002)
- Distretto di Polizia 9, serie TV, regia di Alberto Ferrari (2009)
- Un poeta per amico, film TV, regia di Paolo Beldì (2012)
- Furore, miniserie TV, regia di Alessio Inturri (2014)
- Come fai sbagli, miniserie TV, regia di Tiziana Aristarco e Riccardo Donna (2016)
- È arrivata la felicità, serie TV (2018)
- L'allieva, serie TV, 12 episodi (2018) - Paul Malcomess
- Cops - Una banda di poliziotti, regia di Luca Miniero - serie TV (2021)

## Teatro
- Allacciare le cinture di sicurezza, con Il Trio (1987, regia di Anna Marchesini, Tullio Solenghi e Massimo Lopez)
- In principio era Il Trio, con Il Trio (1991, regia di Anna Marchesini, Tullio Solenghi e Massimo Lopez)
- Due di Noi, con Anna Marchesini (1996, regia di Anna Marchesini e Tullio Solenghi)
- Frankensteinmusical (1997)
- La strana coppia, con Massimo Lopez (2003, regia di Gianni Fenzi)
- L'ultima radio (2008)
- Italiani si nasce (e noi lo nacquimo), con Maurizio Micheli (2010)
- Quei due, con Massimo Dapporto (2016, regia Roberto Valerio)
- Massimo Lopez e Tullio Solenghi Show, con Massimo Lopez (2017-2023)
- Una serata pazzesca (2022-2023)
- Maneggi per maritare una figlia, con Elisabetta Pozzi (2022-2024)
- Bianco Rosso Verde, variazioni sul Risorgimento ligure, con Elisabetta Pozzi e Neri Marcorè (2023)
- Dove eravamo rimasti, con Massimo Lopez (2023-2025)
- Pignasecca e Pignaverde, con Mauro Pirovano (2024-2026)
- Colpi di timone, con Mauro Pirovano (2025-2026)

## Prosa televisiva Rai
- Vita, amori, autocensura e morte in scena del signor Molière..., con Elisabetta Carta, Tullio Solenghi, Lina Volonghi, Camillo Milli, Omero Antonutti, Lucilla Morlacchi, Adolfo Fenoglio, Eros Pagni, Giancarlo Zanetti, regia di Luigi Squarzina, trasmessa il 13 febbraio 1976.
- Le allegri comari di Windsor, di William Shakespeare, con Francesca Benedetti, Cloris Brosca, Alberto Ricca, Gianfranco Ombuen, Tino Buazzelli, Tullio Solenghi, Ilaria Occhini, Sandro Rossi, Vanna Polverosi, Pino Manzari, Donata Castellaneta, regia di Orazio Costa, trasmessa l'8 e 9 dicembre 1976.
- La foresta, con Tullio Solenghi, Gino Pernice, Fiorenza Marchegiani, Eros Pagni, Lina Volonghi, Adolfo Geri, Wanda Benedetti, regia di Luigi Squarzina, trasmessa il 3 novembre 1979.
- Una famiglia, con Antonella Munari, Giuliana Lojodice, Christian Fassetta, Tullio Solenghi, Aroldo Tieri, regia di Daniele D'Anza, trasmessa il 5 ottobre 1981.
- Due dozzine di rose scarlatte, con Giovanni Vettorazzo, Paola Quattrini, Tullio Solenghi, Sandra Montagna, regia di Davide Montemurri, trasmessa il 9 novembre 1982.
- La capannina, con Paolo Ferrari, Zach Fergusson, Carla Romanelli, Tullio Solenghi, regia di Edmo Fenoglio, trasmessa il 30 ottobre 1983.
- Ma non è una cosa seria, di Luigi Pirandello, con Antonella Munari, Franco Oliviero, Luca Sportelli, Maria Teresa Martino, Nicoletta Bertorelli, Patrizia Giangrande, Renzo Lori, Tullio Solenghi, Roberto Accornero, regia di Edmo Fenoglio, trasmessa il 27 novembre 1983.
- La zia di Carlo, con Susanna Marcomeni, Luigi Montini, Vanni Corbellini, Milena Vukotic, Flavio Bonacci, Tullio Solenghi, Nunzio Greco, Armando Francioli, Camillo Milli, regia di Andrea Frazzi e Antonio Frazzi, trasmessa il 6 marzo 1984.

## Programmi televisivi

### Con Il Trio
- Tastomatto (Rai 1, 1985)
- Domenica in (Rai 1, 1985-1986)
- Festival di Sanremo (Rai 1, 1986-1987, 1989)
- Fantastico 7 (Rai 1, 1986-1987)
- Viva Colombo (Rai 1, 1991)
- In principio era il Trio (Rai 2, 1993)
- Non esiste più la mezza stagione (Rai 1, 2008)

### Solista
- Chi (Rete 1, 1976)
- Videobox (Rete 1, 1977)
- Secondo voi (Rete 1, 1977-1978)
- Luna Park (Rete 1, 1979)
- Tre stanze e cucina (Rete 1, 1979-1980)
- Gran Canal (Rete 2, 1981)
- Un doppio tamarindo caldo corretto panna (Rete 1, 1982)
- Polvere di Stelle (Rai 1, 1995)
- Striscia la notizia (Canale 5, 1997-1998, 2005)
- Doppio lustro (Canale 5, 1998)
- Domenica in (Rai 1, 1998-1999)
- Convenscion (Rai 2, 2000-2001)
- Quelli che il calcio (Rai 2, 2001-2002)
- David di Donatello (Rai 2, 2007-2008; Rai 1, 2010-2012, 2015)
- Premio Le Maschere del Teatro Italiano (Rai 1, 2011-2024)
- Il boss dei comici (LA7, 2015) Giudice
- Techetechete' (Rai 1, 2015) Puntata 4
- Tale e quale show (Rai 1, 2016) Concorrente
- Tale e quale show - Il torneo (Rai 1, 2016-2017) Concorrente
- Natale e quale show (Rai 1, 2016) Concorrente Vincitore
- Music Quiz (Rai 1, 2016) Concorrente
- Parlo da sola - Speciale Anna Marchesini (Rai 3, 2017)
- 60 Zecchini (Rai 1, 2017) Concorrente
- Miss Italia (LA7, 2018) Giudice
- Ballando con le stelle (Rai 1, 2020) Concorrente
- Name That Tune - Indovina la canzone (TV8, 2021) Concorrente
- Che tempo che fa (Rai 3,  2021-2022)
- Il cantante mascherato 4 (Rai 1, 2023) Concorrente

## Radio
- Helzapoppin, con Il Trio (1982, Radio 2)

## Doppiaggio

### Cinema
- Moccio in Casper - Un fantasmagorico inizio

### Film d'animazione
- Cristoforo Colombo in Il viaggio fantastico
- Scar in Il re leone
- Il Re in Scimmie come noi
- Legantir in Justin e i cavalieri valorosi
- Sign. Holm in Otto il rinoceronte
- Gino Bartali in La bicicletta di Bartali

## Pubblicità
- Luigi Lavazza S.p.A. (1995-1999, 2014-2016), testimonial.

## Libri
- Uno e Trino, 1995
- Riso... Allegria in tavola, 2000
- Bevi qualcosa, Pedro!, 2017, Rai Eri, Roma

## Riconoscimenti
- Ciak d'oro
  - 1988 – Targa speciale[9]